# Ekvatorialguineas damlandslag i fotboll
Ekvatorialguineas damlandslag i fotboll representerar Ekvatorialguinea i damfotboll och bildades 2000.
VM 2011 i Tyskland var lagets första deltagande i VM. Ekvatorialguinea vann Afrikanska mästerskapet 2008 och blev tvåa 2010. Laget var nära att ta sig till sitt första OS OS 2008 då man vann över Sydafrika hemma med 2-1 men förlorade 2-4 borta. Efter att landet använt den spanska anfallaren Jade Boho Sayo i kvalet till OS 2012 fast hon inte anmält ny nationalitet till FIFA diskvalificerades laget från turneringen. Jade Boho Sayo fick personligt straff på två månaders avstängning och hon skickades hem från VM 2011. Laget vann återigen Afrikanska mästerskapet 2012.

## Laguppställning
| Nr | Pos. | Namn              | Födelsedatum (ålder) | Matcher | Mål |                  | Klubb                    |
| -- | ---- | ----------------- | -------------------- | ------- | --- | ---------------- | ------------------------ |
| 1  | MV   | Mirian            | 25 februari 1982     | 9       | 0   | Brasilien        | São Francisco            |
| 2  | F    | Drika             | 14 april 1980        |         |     | Brasilien        | Capital                  |
| 3  | F    | Ghyslaine Nke     | 8 juni 1989          | 4       | 0   | Ekvatorialguinea | E Waiso Ipola            |
| 4  | F    | Carol Carioca     | 18 februari 1983     | 8       | 3   | Brasilien        | Vitória das Tabocas      |
| 5  | MF   | Cris              | 12 december 1985     | 4       | 0   | Brasilien        | Ferroviária              |
| 6  | MF   | Vânia             | 9 november 1980      | 2       | 0   |                  |                          |
| 7  | MF   | Mari              | 11 september 1982    |         |     | Brasilien        | Rio Preto                |
| 8  | A    | Jade              | 30 augusti 1986      | 9       | 6   | Spanien          | Atlético Madrid          |
| 9  | MF   | Dorine Chuigoué   | 28 november 1988     | 12      | 8   | Ekvatorialguinea | E Waiso Ipola            |
| 10 | A    | Genoveva Añonma   | 12 oktober 1987      | 28      | 15  | Tyskland         | Turbine Potsdam (kapten) |
| 11 | MF   | Camila            | 10 juni 1988         |         |     | Brasilien        | São Caetano              |
| 12 | MF   | Mirey             | 26 april 1989        | 14      | 6   | Ekvatorialguinea | Ewaiso Ipola             |
| 13 | MV   | Pauline Tala      | 29 maj 1993          |         |     |                  |                          |
| 14 | MF   | Jumária           | 8 maj 1979           | 13      | 1   | Brasilien        | São Francisco            |
| 15 | MF   | Gloria Chinasa    | 8 december 1987      | 17      | 9   | Polen            | Unia Racibórz            |
| 16 | F    | Dulce             | 18 januari 1982      | 3       | 0   | Brasilien        | Kindermann               |
| 17 | A    | Tiga              | 16 april 1983        | 3       | 4   | Brasilien        | São Caetano              |
| 18 | MV   | Diana             | 24 oktober 1986      |         |     | Ekvatorialguinea | E Waiso Ipola            |
| 19 | F    | Bruna             | 12 maj 1984          | 8       | 0   | Kazakstan        | BIIK Kazygurt            |
| 20 | MF   | Christelle Nyepel | 16 januari 1992      | 7       | 2   | Ekvatorialguinea | E Waiso Ipola            |
| 21 | F    | Lætitia Chapeh    | 7 april 1987         | 2       | 0   | Polen            | Medyk Konin              |